# الوجهة:فراغ
الوجهة: فراغ هي رواية خيال علمي للكاتب الأمريكي فرانك هربرت، وهي أول أربع روايات من سلسلة تسلسل باندورا. وظهرت لأول مرة في مجلة غالاكسي التي صورها جون جيونتا في آب 1965م، تحت عنوان «هل أستيقظ أم أحلم؟» [بحاجة لمصدر]، لكنها نُشرت في كتاب بعنوان  الوجهة: فراغ في السنة التالية. وصدرت في عام 1978م طبعة منقحة، حررها واستكملها المؤلف. الكتاب يقف وحده ولكن القصة مستمرة -مع مزيد من التفاصيل عن مشروع مون بيس وتاريخ النسخ -في روايات هربرت الأخرى حادثة يسوع، تأثير لازاروس وعامل الصعود، التي شارك في تأليفها بيل رانسوم.

## ملخص المؤامرة
في المستقبل، حاول البشر تطوير الذكاء الاصطناعي، ولم ينجحوا إلا مرة واحدة، ثم على نحو مأساوي. وأعقب بث «الوعي المارق» من موقع المشروع على جزيرة في بوغيت ساوند، عملية ذبح وتدمير بلغت ذروتها باختفاء الجزيرة من على وجه الأرض.
يجري تشغيل المشروع الحالي على القمر، ويحكي الكتاب قصة المحاولة السابعة في سلسلة من التجارب لخلق الوعي الاصطناعي. لكل محاولة يقوم العلماء بتربية مجموعة من المستنسخات. هذه المستنسخات معزولة وتربى للاعتقاد بأنها ستكون طاقم سفينة فضائية ستستعمر كوكبا في النظام الشمسي تاو سيتي (ليس تاو سيتي كوكب صالح للسكن؛ خيارها -إذا استطاعوا الوصول إليها -هو جزء من الإحباط المخطط للطاقم). ستستغرق السفينة مئات السنين للوصول إلى النظام وسيقضي الطاقم معظم وقتهم في السبات. جنبا إلى جنب مع الطاقم المكون من ستة أفراد، تحمل السفينة الآلاف من المستنسخات الأخرى في سبات، وتهدف إلى سكان المستعمرة الجديدة، وإذا لزم الأمر، توفير بدائل لأي أفراد الطاقم الذين يموتون على طول الطريق.
الطاقم هو مجرد القائمين على رعاية السفينة: يتم التحكم في السفينة من قبل الدماغ البشري غير المجسد، يسمى «النواة العقلية العضوية» أو "OMC"، التي تدير العمليات المعقدة من السفينة والحفاظ عليها تتحرك في الفضاء. ولكن أول اثنين من OMCs (ميرتل وجو الصغير) تصبح متصلبه، في حين أن OMC الثالث يذهب مجنون ويقتل اثنين من أفراد طاقم السرة. ويترك للطاقم خيار واحد فقط: بناء وعي اصطناعي يمكن السفينة من الاستمرار. يعلم الطاقم أنهم إذا حاولوا العودة فسوف يؤمرون بإجهاض (التدمير الذاتي).
تم تربية المستنسخات واختيارها بعناية لأغراض نفسية لتعزيز بعضها البعض، فضلا عن توفير مهارات متخصصة متنوعة من شأنها أن تعطيهم أفضل فرصة للنجاح. الطاقم يضم كاهن طبيب نفسي، راجا فلاتري، الذي يعرف غرضهم الحقيقي، وأن انهيار "OMC" كان مخططا. إنه يعلم أن ست سفن أخرى قد خرجت قبلهم، كل واحدة تفشل.
إنه يفهم طبيعة الاختبار: خلق بيئة عالية الضغط حيث يمكن للتألق أن يخترق بحكم الضرورة، وخلق في أمان الفراغ ما لا يمكن للبشر أن يخلقوه بأمان على الأرض. سفينة الفضاء رقم سبعة تنجح في نهاية المطاف، وعواقب نجاحها تشكل أساس حبكة الروايات التي تليها.